# Trujillo (Venezuela)
Trujillo é uma cidade e a capital do estado de Trujillo, na Venezuela.